# Telipinusz halapi király
Telipinusz hettita herceg, I. Szuppiluliumasz fia. Első ismert funkciójában Kizzuvatna főpapja, majd Szuppiluliumasz első szíriai hadjárata idején (i. e. 1340 körül) az elfoglalt Halap (mai nevén Aleppó) kormányzója lett. Szuppiluliumasz halála után a Halapi Királyság önálló királya, bár Hattuszasz főhatósága alatt.
Papi kijelölését a „Telipinusz herceg papi kinevezése” című, CTH#44 számú dokumentum rögzíti.
Telipinusz személyével kapcsolatban felmerülhet a gyanú, hogy azonos lehet Pijaszilisz kargamisi királlyal. Pijaszilisz szintén Szuppiluliumasz fia, városkirályság kormányzását kapja feladatul. Telipinusz utódja Talmi-Szarruma, Pijasziliszé (…)i-Szarruma. Mindketten II. Murszilisz 9. uralkodási évében haltak meg, és mindkettőjükkel kapcsolatba hozható a hurri Šarri-Kušuḫ név. Ezt a nevet egyes szerzők Telipinusz, mások Pijaszilisz hurri neveként határozzák meg.
Az azonosságra további érv lehet, hogy Halap önálló hettita (al)királysága nemsokára megszűnt, és a város később a kargamisi (al)királyság része lett. Az események értelmezhetőek azzal a feltevéssel, hogy Telipinusz-Pijaszilisz fia, (Talm)i-Szarruma eredetileg apja helyettese volt Kargamisban, majd a kargamisi kormányzóság helyett Halap élére lett kinevezve Telipinusz halála után. Később pedig mindkét territórium kormányzása öccsére, Szarhurunuvaszra szállt.